# 哈勒姆 (加利福尼亞州)
哈勒姆（英語：Harlem）是位於美國加利福尼亞州蒙特雷縣的一個非建制地區。該地的面積和人口皆未知。

## 地理
哈勒姆的座標為36°23′57″N 121°15′13″W / 36.39917°N 121.25361°W，而該地的平均海拔高度為70米（即230英尺）。